# Jose Téllez i Oliva
Jose Antonio Téllez i Oliva (Badalona, 1984) és un polític i dissenyador gràfic català. Membre de Guanyem Badalona en Comú, regidor a l'Ajuntament de Badalona, va ser tinent d'alcalde de Badalona entre 2015 i 2018.
Activista des d'adolescent, quan va esclatar la guerra de l'Iraq i es va implicar al moviment estudiantil antimilitarista i antiglobalització. Ha treballat en moviments sobiranistes com la Plataforma pel Dret de decidir i en diferents moviments locals de la ciutat: habitatge, el consell de la joventut, la festa major alternativa, el 15M i l'àgora ciutadana.
Políticament va enquadrar-se a l'organització anticapitalista Revolta Global, de la qual és fundador i membre destacat fins que va abandonar la formació per formar part de la Candidatura d'Unitat Popular de Badalona. De professió dissenyador gràfic, entre la seva obra està el cartell de les Festes de Maig de Badalona de l'any 2009.
A les eleccions municipals de 2015 fou elegit regidor de l'Ajuntament de Badalona anant en segon lloc de la llista de la segona candidatura més votada, Guanyem Badalona en Comú, encapçalada per Dolors Sabater i que gràcies al vot de les forces d'esquerra, i un vot de CDC, va aconseguir esdevenir alcaldessa. Va ser Tercer Tinent d'Alcaldia, dirigint l'àrea anomenada "Badalona Democràtica" que aglutinava Hisenda, Patrimoni, Recursos Humans i Informàtica, fins al juny del 2018. Va ser destituït del seu càrrec després d'una moció de censura liderada pel grup municipal del PSC amb el suport de PP i C's, que va investir com nou alcalde de Badalona al socialista Álex Pastor.
Actua com a portaveu del seu grup municipal i en els seus discursos defensa una unió estratègia entre l'esquerra i l'independentisme. Va ser imputat, conjuntament amb 5 regidors més de l'ajuntament de Badalona, per desobeir l'ordre del jutge i obrir les portes de les oficines municipals el 12 d'octubre de 2016, conegut com a dia festiu per commemorar-se el Dia de la Hispanitat.

## Gestió municipal

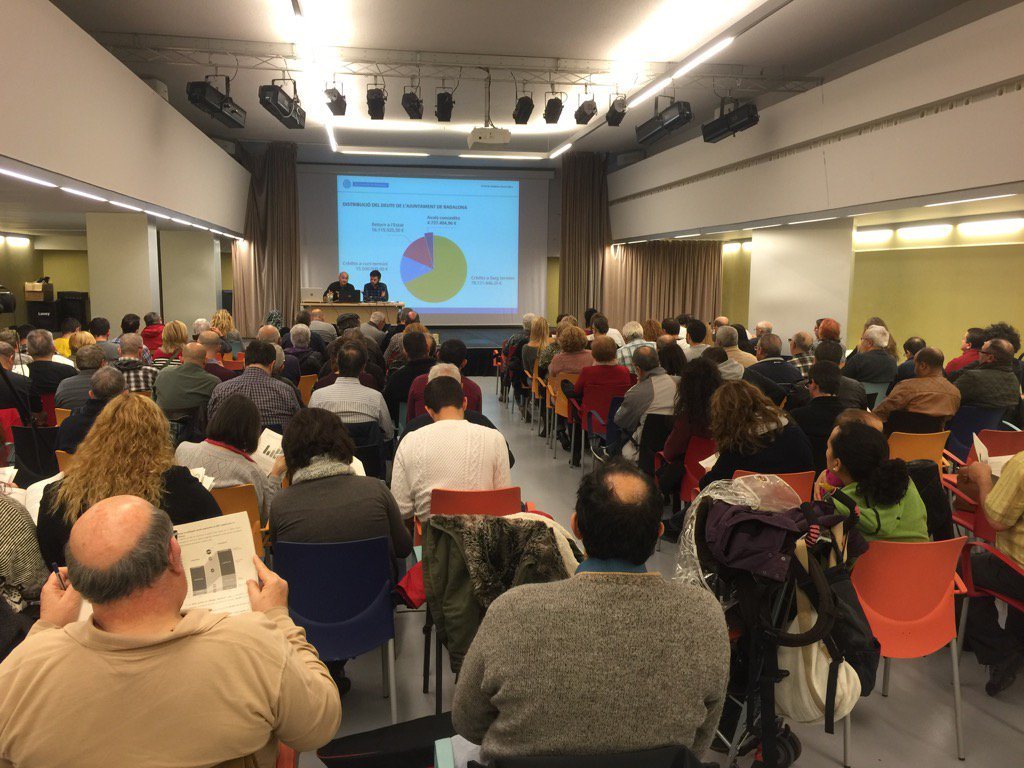
Téllez explica els pressupostos municipals de l'Ajuntament de Badalona en Audiència pública organitzada el 2016

Al capdavant de la direcció política de l'hisenda local de l'Ajuntament de Badalona, el deute de la ciutat s'ha reduït un 22%, situant-se en 80,5 milions d'euros a tancament del 2017, el que situa en un dels nivells més baixos entre els consistoris de les localitats més poblades de Catalunya. La gestió econòmica ha aconseguit reduir deute i, alhora, augmentar inversió social, per exemple invertint en equipaments i habitatge públic part del superàvit municipal, desobeint la Llei Montoro. També s'han introduït criteris socials en els processos de licitació dels contractes públics i s'ha impulsat l'economia social i solidària, si bé és cert que la transformació econòmica no s'ha culminat, limitada per normatives contràries com la Llei Montoro, que estableix el sostre de despesa que poden assumir les administracions i fixa com a prioritari el pagament del deute en cas que creixin els ingressos per sobre del previst.
Va apostar clarament en situar sobre l'agenda política local les remunicipalitzacions dels serveis públics. Va aconseguir portar a aprovació al Ple de l'Ajuntament de Badalona una moció a favor de remunicipalitzar l'aigua, però com passa a Barcelona s'està a l'espera que el Tribunal Suprem confirmi l'anul·lació de la concessió a l'empresa mixta publicoprivada –formada per Agbar, Criteria i l'AMB– que gestiona el servei a bona part dels municipis metropolitans. Des del gener de 2018, Téllez representa a Badalona a l'Associació Catalana de Municipis i Entitats per a la Gestió Pública de l'Aigua (AMAP), de la que és fundador conjuntament amb Barcelona, que es dedica a difondre i promoure la gestió íntegrament pública de l'aigua i oferir suport als ajuntaments que vulguin treballar per assolir aquest objectiu. Entre els integrants també hi ha els ajuntaments de Cerdanyola del Vallès, el Prat de Llobregat, Sabadell, Santa Coloma de Gramenet, Terrassa i Barcelona.
La participació ciutadana és un altre àmbit on la gestió de Téllez a la hisenda local va destacar. Va protagonitzar, durant els seus tres anys al capdavant de la Tinença d'Alcaldia, desenes d'audiències públiques per explicar i apropar la gestió econòmica del consistori als veïns. El principal projecte desenvolupat va estar els pressupostos participatius, en els quals durant el 2016, i a través d'un procés llarg de debat, els veïns de la ciutat van poder decidir a què es destinaven 14 milions d'inversió. També va activar la plataforma Decidim Badalona, a través de la qual es fomenten precisament processos participatius com el disseny del "dimoni" de Badalona.

## Conflictes judicials

### 12 d'octubre
A les 8.30 del matí del 12 d'octubre de 2016, a la porta de l'edifici administratiu de l'ajuntament de Badalona, els regidors del govern municipal, vetllaven a l'entrada per assumir políticament la decisió d'obrir, malgrat que una interlocutòria rebuda el dia abans va ordenar el contrari. Els regidors ho van fer salvaguardant els interessos dels funcionaris amb qui l'equip havia pactat el 2015 obrir el 12 d'octubre a canvi que els que anessin a treballar se'ls compensaria amb un dia durant el pont del 8 de desembre. Jose Téllez va ser protagonista de la jornada quan, amb un gest gràfic, actuant com a tinent d'alcaldia i braç dret de l'alcaldessa –que es trobava fora del país en una cimera internacional durant aquests dies–, va estripar l'acte judicial. Téllez va explicar la decisió a les portes del consistori, i va definir l'acte judicial com "un cop d'Estat contra la sobirania municipal". Els regidors van declarar davant del jutge instructor i aquest va arxivar la causa, però l'Audiència Provincial va tornar-la a obrir i Téllez i la resta de regidors esperen data de judici. La Fiscalia demana per Téllez i la resta de regidors 15 mesos d'inhabilitació i 4200 euros de multa.

### Campanya del referèndum de l'1 d'octubre
La Fiscalia va citar a declarar a l'octubre de 2017 a Jose Téllez per haver sostret presumptament de l'interior d'un vehicle de la policia local cartells requisats a Òmnium Cultural durant la campanya del referèndum d'autodeterminació, que va ser declarat il·legal. En els mateixos fets, ocorreguts en la nit del 25 de setembre, estava present el president empresonat d'Òmnium Cultural, Jordi Cuixart. Aquests fets de Badalona se cita en l'informe de la Guàrdia Civil que va servir de base per a l'acusació de Fiscalia contra Cuixart per presumpta sedició. Per la mateixa raó s'investiga a Téllez per suposada desobediència o obstrucció a la Justícia. El tinent d'alcalde de Badalona va explicar als mitjans de comunicació que va exercir "un paper de mediador" davant l'ambient escalfat que es va trobar entre uns agents de la Guàrdia Urbana i uns 50 manifestants als quals s'havia confiscat la propaganda amb el lema "Hola Europa". "Vaig dir als agents que obriria el cotxe i agafaria els cartells si els activistes m'asseguraven que es marxarien, com van fer", va assegurar Téllez. També va afirmat que la policia "no va oposar resistència" a la seva actuació i que, l'endemà, va comparèixer voluntàriament en la comissaria de la Guàrdia Urbana per donar la seva versió dels fets. A data d'avui està a espera de judici.

### Sous d'Albiol
L'Ajuntament de Badalona va retenir al maig de 2017 uns 10.000 euros de les nòmines dels dos últims anys del exalcalde de Badalona i regidor del PP, Xavier García Albiol, per la seva irregular assistència als plens i comissions informatives del consistori. José Téllez, va informar que el secretari municipal va certificar, a petició del govern local, que Albiol havia tingut una assistència completa a solament el 40% de les reunions col·legiades, que inclouen plens i comissions informatives. Segons aquest informe del secretari municipal, Albiol també s'hauria anat del Ple abans que acabés en vuit ocasions, en altres set hauria arribat tard i hauria assistit completament a 16 dels 41 plens celebrats durant aquest mandat. Téllez va explicar que al juny de 2017 van enviar una carta a l'edil del PP, on li advertien que la seva absència o assistència parcial "sense justificar" a la majoria de les reunions de l'ajuntament podria implicar una sanció, tal com està previst en el reglament orgànic municipal, que regula les obligacions dels regidors, segons Téllez.
Téllez va manifestar que la decisió de retenir part de les nòmines es va dur a terme després que a l'octubre Albiol comentés en un programa de Tv3 que no cobrava per la seva labor com a regidor i es va autocalificar com a "regidor simbòlic", un concepte que no està previst en el reglament local. El PP de Badalona va amenaçar Téllez de portar el cas a la Justícia acusant-lo d'actuar amb "arbitrarietat".